# Calaza

La calaza (nombres 4 i 13)

La calaza, en anglès:chalaza, paraula que deriva del grecχάλαζα "pedra de calamarsa"; és una estructura a l'interior dels ous dels animals o els òvuls de les plantes. Junta o suspèn el rovell d'ou o nucel·lus o megaesporangi dins una estructura més gran.

## En animals
En l'ou dels animals la calaza es compon d'una o dues bandes espirals de teixit que suspèn el rovell en el centre de la clara. Actua de manera similar al cordó umbilical dels mamífers: l'embrió en creixement rep els seus nutrients del rovell. La funció de la calaza és mantenir el rovell en el lloc. En l'ús culinari dels ous, particularment en el fornejat, la calaza sovint es treu per assegurar una textura uniforme.

## En les plantes
En els òvuls de les plantes, la calaza està ubicada oposada al micròpil que obre els integuments. És el teixit on els teguments i els nucel·lus s'ajunten. Els nutrients de la planta viatgen a través del teixit vascular en el funicle i teguments externs a través de la calaza cap dins el nucel·lus. Durant el desenvolupament del sac embrionari dins l'òvul d'una planta amb flor, les tres cèl·lules al final de la calaza passen a ser cèl·lules antípodes.

### Calazogàmia
En la majoria de les plantes amb flors, el tub pol·línic entra dins l'òvul per l'obertura del micròpil als teguments per la fertilització. En la fertilització calazogàmica, el tub pol·línic penetra dins l'òvul a través de la calaza en lloc de per l'obertura del micròpil. La calazogàmia va ser descoberta primer en plantes monoiques de la família Casuarinaceae, però després s'ha observat en altres, per exemple el pistatxer i el noguer.